# Años 10 a. C.
Se denomina años diez antes de Cristo al período que empezó el 1 de enero del 19 a. C. y terminó el 31 de diciembre del 10 a. C.
Esta década fue precedida por los años 20 a. C. y sucedida por los años 0 a. C..

## Acontecimientos
- 19 a. C.: muere el poeta romano Virgilio autor de la Eneida,las Bucólicas y las Geórgicas.
- 19 a. C.: finalizan, en el norte de Hispania, las guerras cántabras, con la victoria de los romanos.

## Personas destacadas
- Augusto (63-14 a. C.), el primer emperador romano.